# Aivaras Mikutis
Aivaras Mikutis (ur. 16 września 2002 w Konstantynowie) – litewski kolarz szosowy.

## Osiągnięcia
Opracowano na podstawie:

2019
- 1. miejsce w mistrzostwach Litwy juniorów (jazda indywidualna na czas)

2020
- 1. miejsce w mistrzostwach Litwy juniorów (jazda indywidualna na czas)

2021
- 1. miejsce w mistrzostwach Litwy do lat 23 (start wspólny)
- 2. miejsce w mistrzostwach Litwy (jazda indywidualna na czas)
- 2. miejsce w mistrzostwach Litwy (start wspólny)

2022
- 1. miejsce w mistrzostwach Litwy do lat 23 (start wspólny)
- 1. miejsce w mistrzostwach Litwy (jazda indywidualna na czas)
- 2. miejsce w mistrzostwach Litwy (start wspólny)
- 3. miejsce w Flandres Tommorow Tour
- 3. miejsce w Grand Prix de la Somme

2023
- 1. miejsce w mistrzostwach Litwy (jazda indywidualna na czas)

2024
- 2. miejsce w mistrzostwach Litwy do lat 23 (start wspólny)
- 2. miejsce w mistrzostwach Litwy (start wspólny)

2025
- 1. miejsce w mistrzostwach Litwy (jazda indywidualna na czas)
- 1. miejsce w mistrzostwach Litwy (start wspólny)

## Rankingi
| Rok             | 2021 | 2022 | 2023 | 2024 |
| --------------- | ---- | ---- | ---- | ---- |
| World Ranking   | 397. | 363. | 766. | 743. |
| UCI Europe Tour | 328. | 292. | -    | -    |
|                 |      |      |      |      |
| Źródło: UCI     |      |      |      |      |